# Vítor Martins
Vítor Martins (Ituverava, 22 de novembro de 1944) é um compositor brasileiro.
Notabilizou-se ao compor, com Ivan Lins, a canção "Abre Alas", iniciando uma profícua parceria que durou décadas. Entre os intérpretes de suas canções, além do próprio Ivan, constam artistas brasileiros, como Elis Regina e Simone, e internacionais, como George Benson, Ella Fitzgerald, Carmen MacRae, Sarah Vaughan, Quincy Jones e Barbra Streisand.
Em 1991, com o parceiro Ivan Lins, fundou a gravadora Velas (Atual Galeão), responsável pelo lançamento de artistas como Lenine, Belô Veloso, Guinga e Chico César, entre outros.

## Maiores sucessos
- 16 de novembro (c/ Ivan Lins)
- Abre alas (c/ Ivan Lins)
- Açucena (c/ Ivan Lins)
- Água doce (c/ Ivan Lins)
- Amar assim (c/ Ivan Lins)
- Andorinhas (c/ Ivan Lins)
- Anjo de mim (c/ Ivan Lins)
- Aos nossos filhos (c/ Ivan Lins)
- Arlequim desconhecido (c/ Ivan Lins)
- Bandeira do Divino (c/ Ivan Lins)
- Barco fantasma (c/ Ivan Lins)
- Cartomante (c/ Ivan Lins)
- Choro das águas (c/ Ivan Lins)
- Clareou (c/ Ivan Lins e Aldir Blanc)
- Começar de novo (c/ Ivan Lins)
- Desesperar, jamais (c/ Ivan Lins)
- Dinorah, Dinorah (c/ Ivan Lins)
- Eu e Maria (c/ Sergio Fayne)
- Formigueiro (c/ Ivan Lins, sucesso na voz de Tim Maia)
- Ituverava (c/ Ivan Lins)
- Lua soberana (c/ Ivan Lins)
- Sede dos marujos
- Vitoriosa